# Taiwania cryptomerioides
Taiwania cryptomerioides är en cypressväxtart som beskrevs av Bunzo Hayata. Taiwania cryptomerioides är ensam i släktet Taiwania som ingår i familjen cypressväxter. Inga underarter finns listade i Catalogue of Life.

## Utbredning
Artens ursprungliga utbredningsområde är Taiwan. Under 1900-talet introducerades trädet i de kinesiska provinserna Guizhou, Yunnan, Sichuan, Hubei och Tibet. Den betraktas där som inhemsk art. Andra bestånd infördes i norra Myanmar och i ett område i Vietnam. Taiwania cryptomerioides hittas i bergstrakter mellan 1400 och 2950 meter över havet.

## Ekologi
Arten växer i Taiwan i tempererade skogar tillsammans med andra barrträd av släktena Chamaecyparis, Calocedrus, Cunninghamia, Picea, Pseudotsuga och Tsuga. Glest fördelade förekommer lövträd av släktena Castanopsis, Quercus och Trochodendron. I Kina, Myanmar och Vietnam kan även andra träd ingå i skogarna eller trädgrupperna. Undervegetationen utgörs främst av arter från släktena Camellia, Eurya, Rhododendron, Vaccinium och Yushania. Ofta är träden täckt av lav som Usnea longissima eller av mossa.
På grund av monsunvinden från havet kan det regna mycket under vissa årstider. I delar av artens utbredningsområde i Vietnam och Kina registrerades en årlig nederbörd av 3000 respektive 4000 mm. Enstaka exemplar har en dokumenterad ålder av 1600 år och den uppskattade maximala livslängden är 2000 år.

## Status
Skogens omvandling till jordbruksmark eller till andra kulturlandskap är det största hotet mot beståndet. I Taiwan inrättades 1984 Yushan nationalpark samt andra skyddszoner och i den kinesiska provinsen Yunnan blev trädfällning av arten under tidiga 2000-talet laglig förbjuden. I Myanmar finns bara ett fåtal ställen med trädet kvar. Den minimala populationen i Vietnam betraktas som akut hotad (CR). IUCN kategoriserar arten globalt som sårbar (VU).

## Bildgalleri

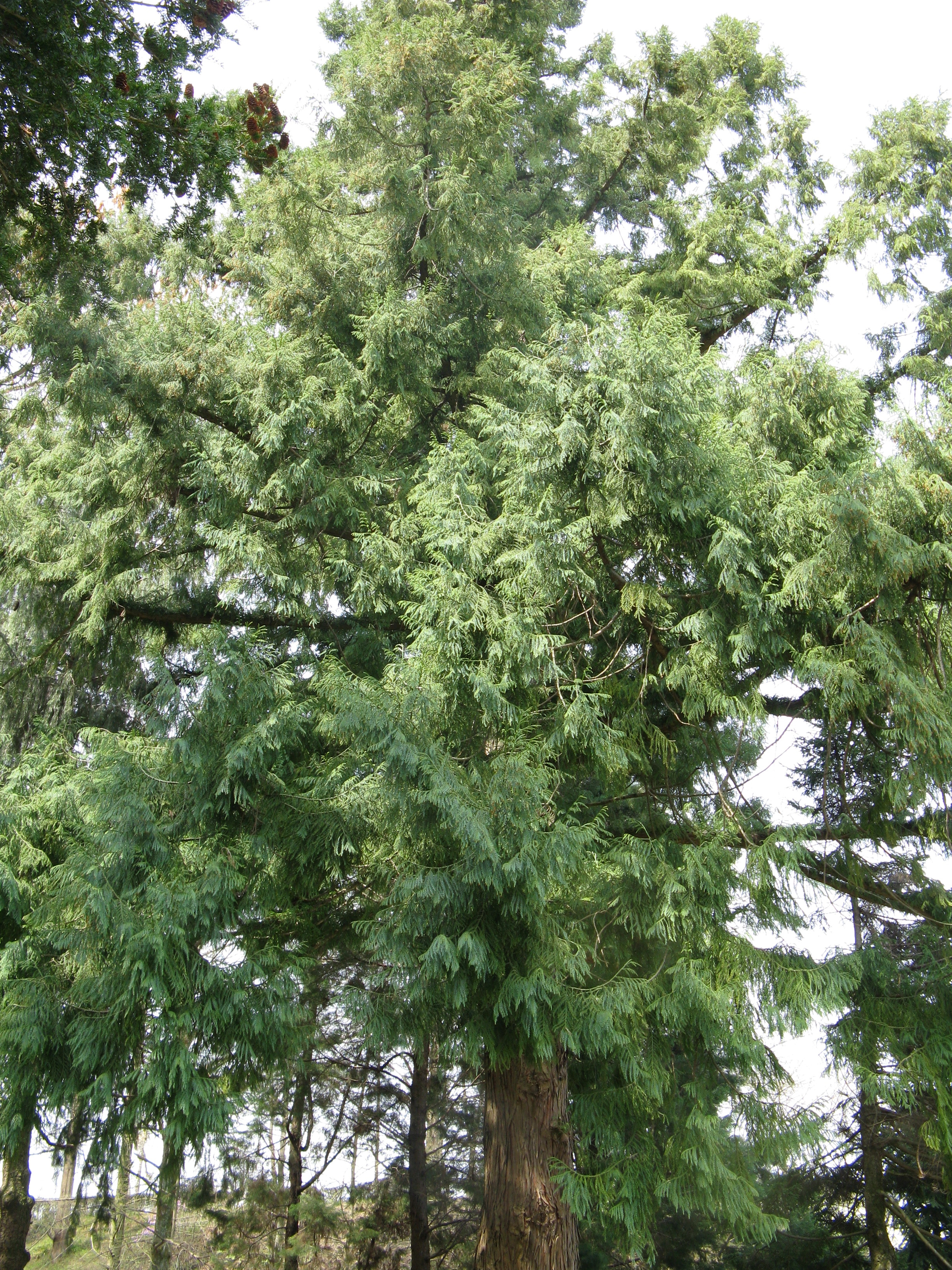
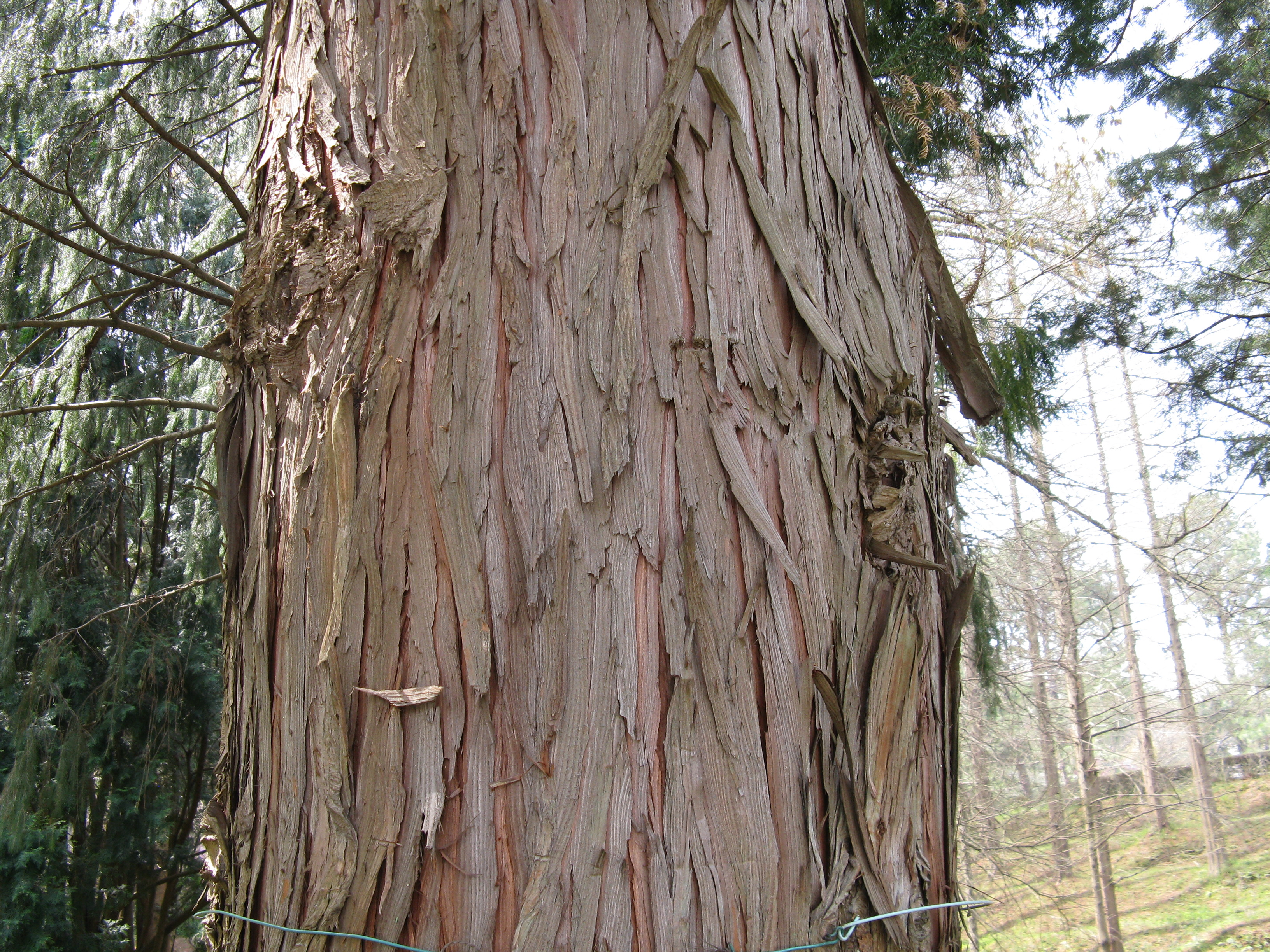
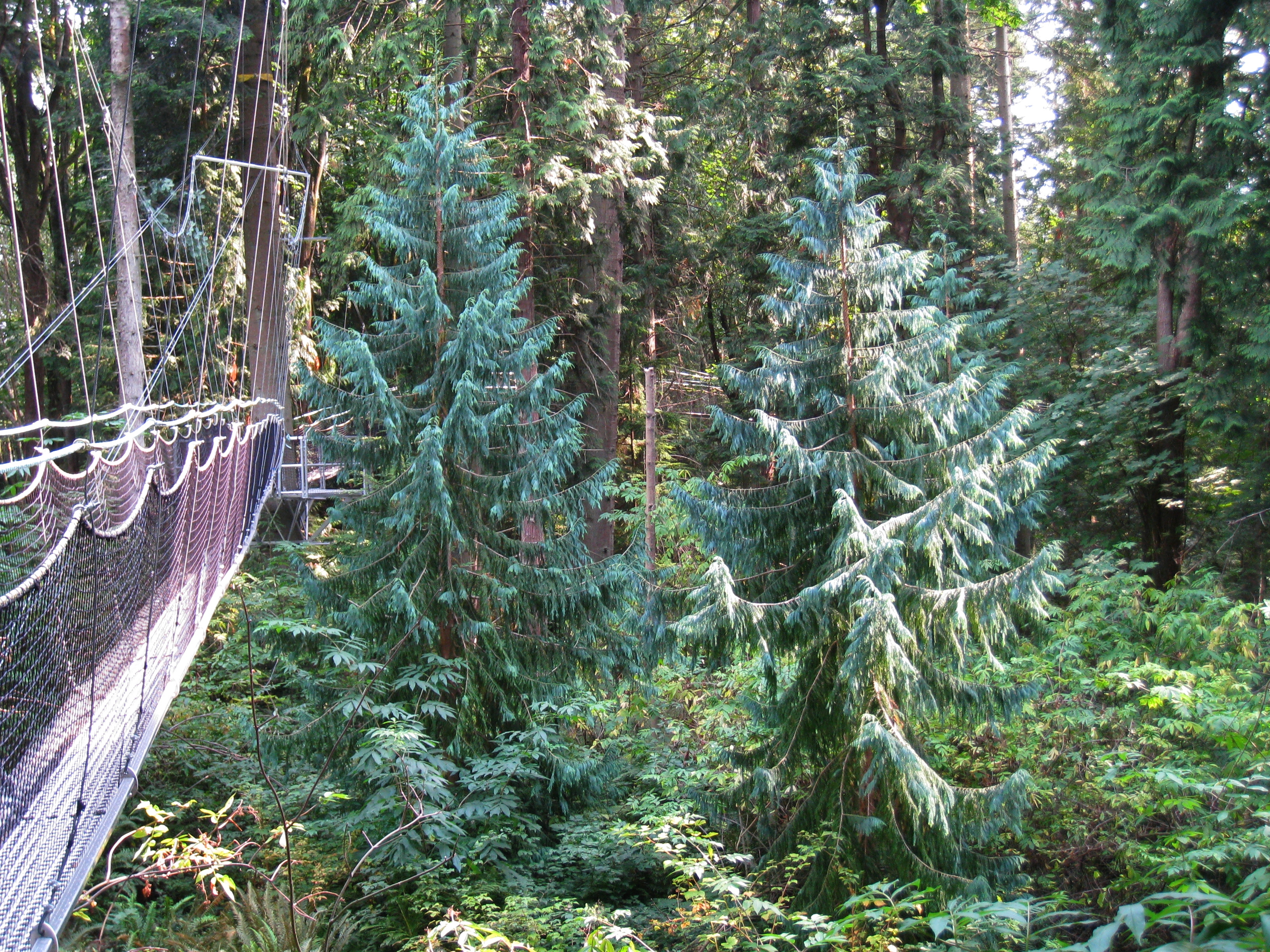
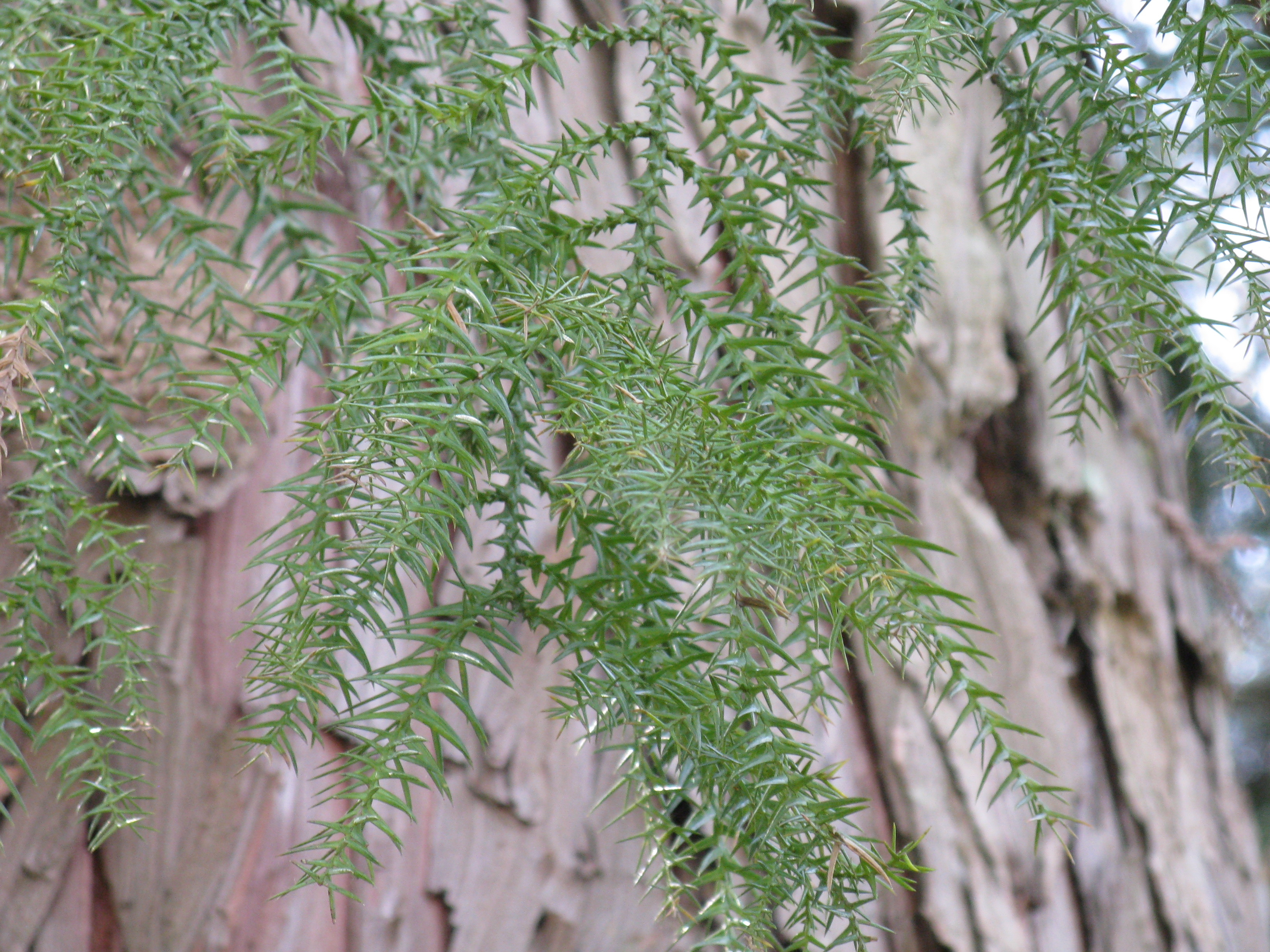
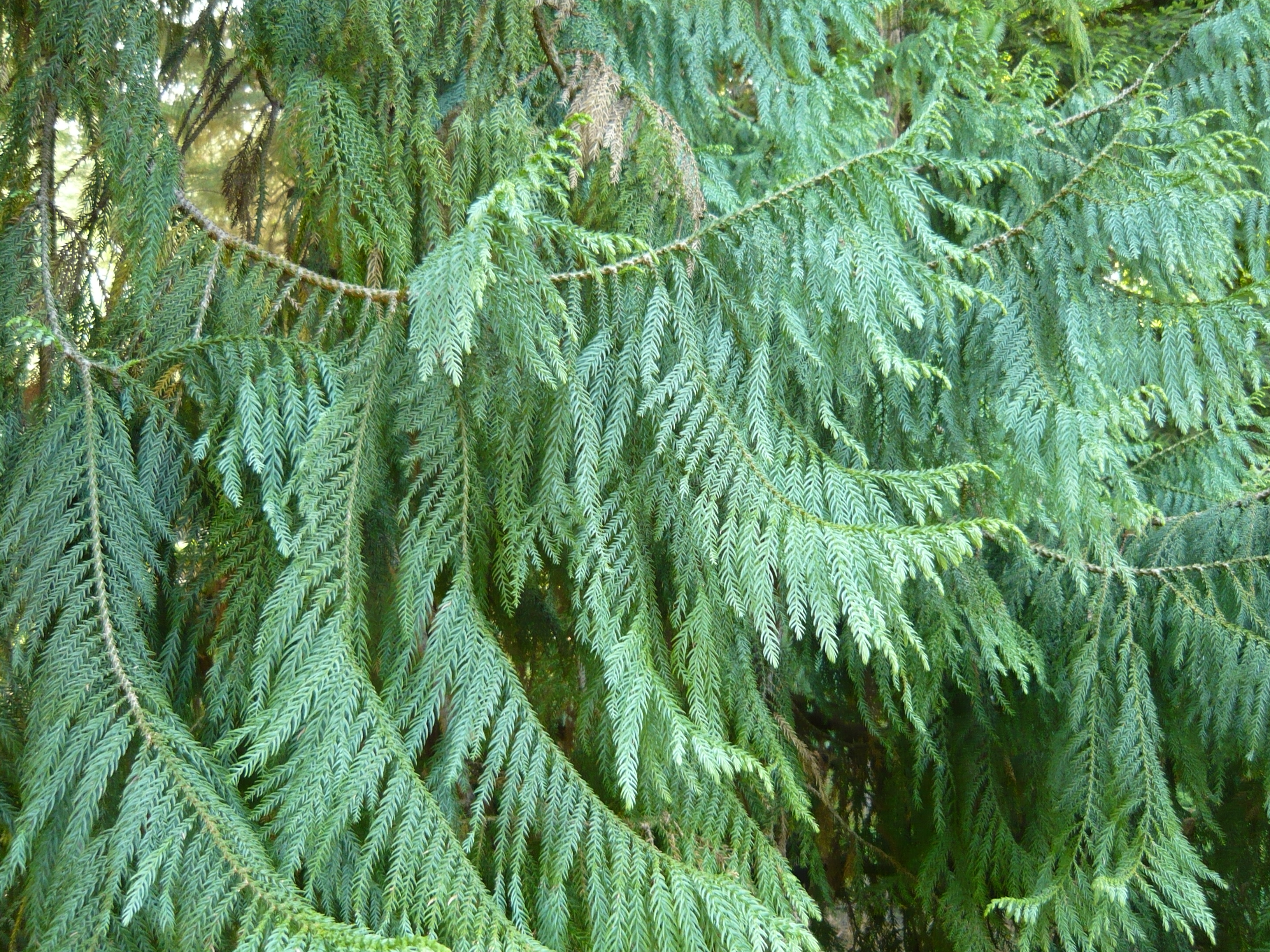
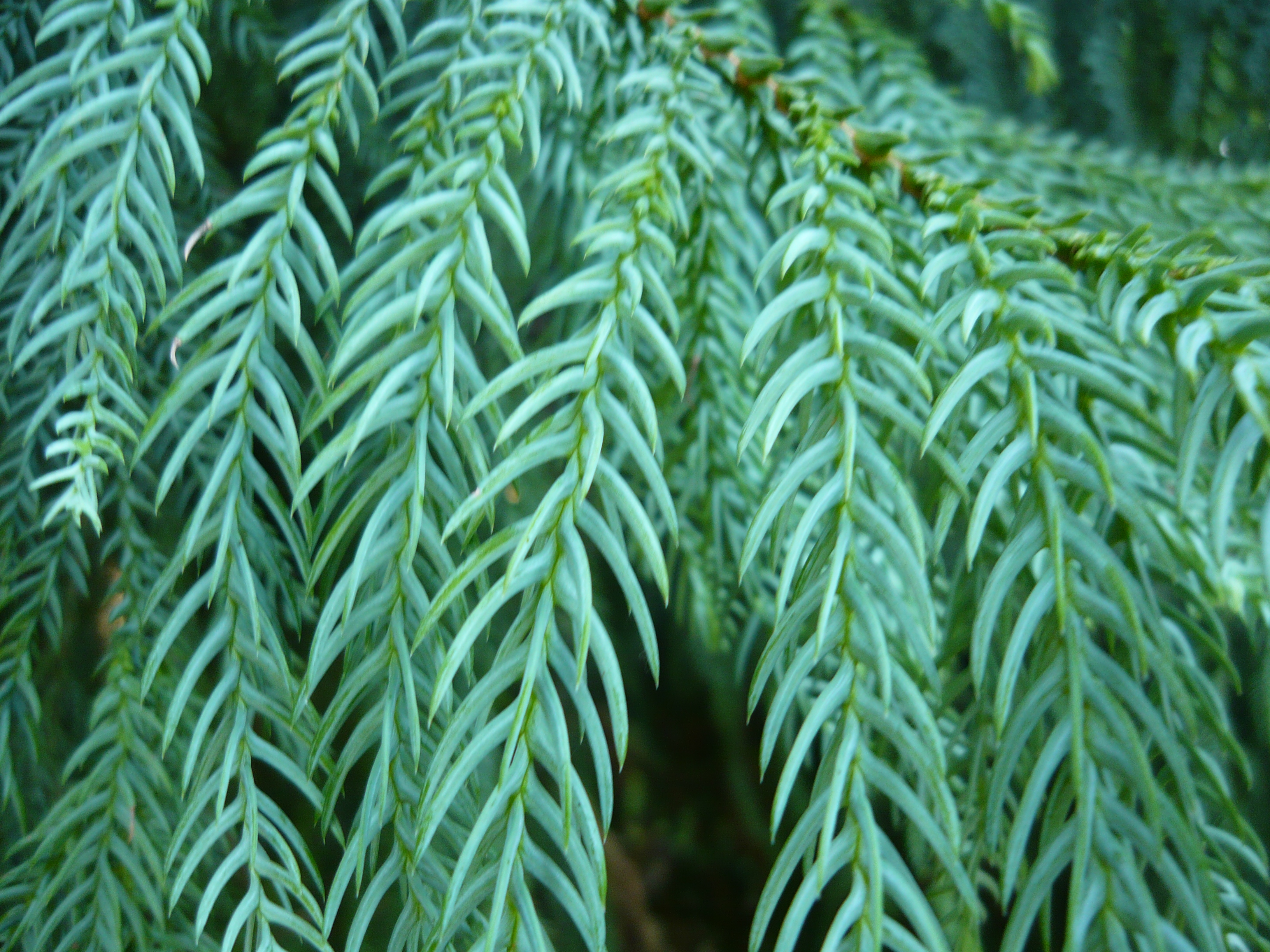